# Deflazione (geologia)

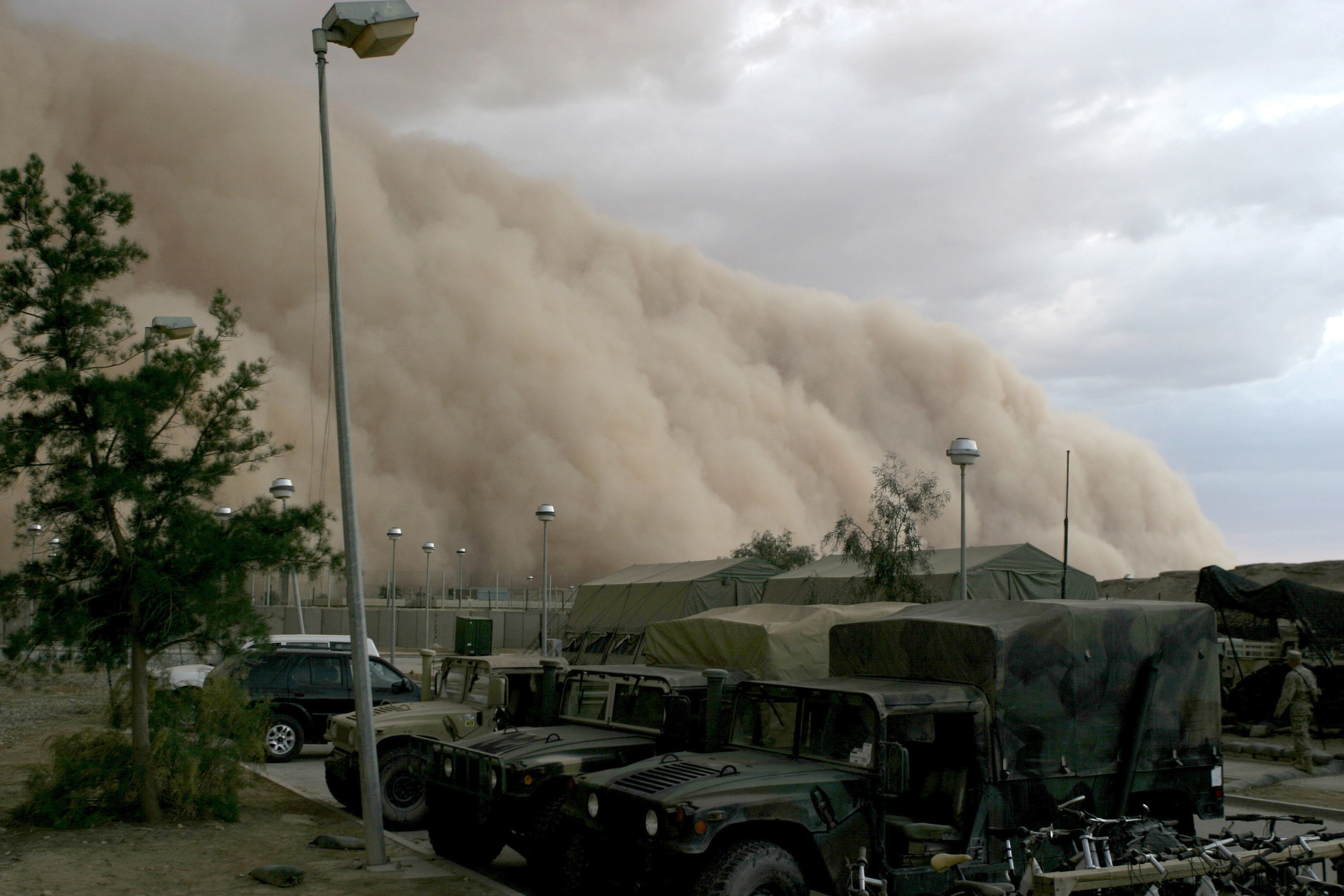
Tempesta di sabbia

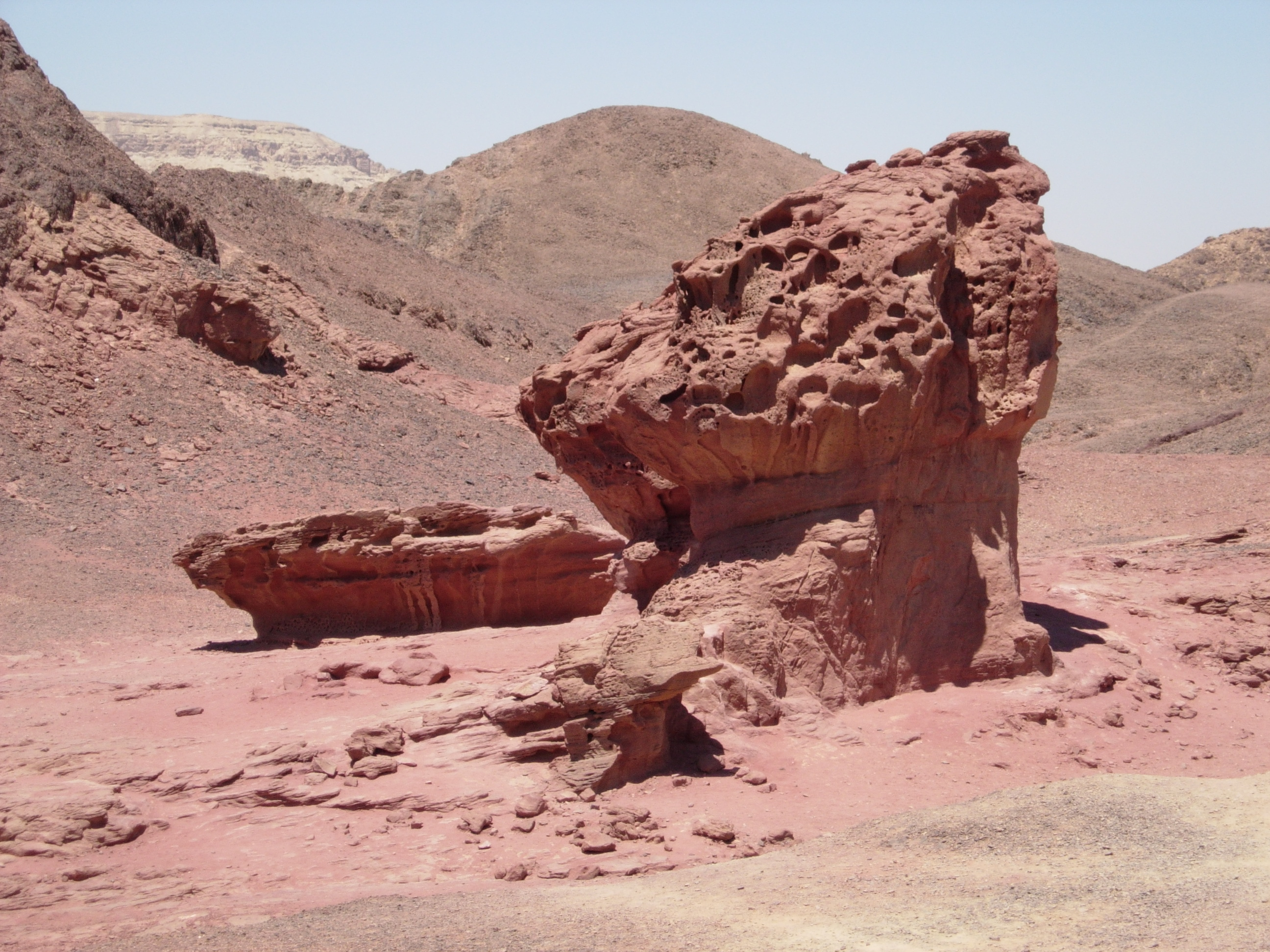
Roccia modellata dal vento, in un deserto

Il termine deflazione in geologia indica l'azione di trasporto di granuli esercitata dal vento in ambiente continentale. Con lo stesso nome si indica anche il prelevamento o il distacco del materiale trasportato dal terreno, ossia il momento iniziale del trasporto stesso.
A parità di condizioni climatiche (costanza, energia e regolarità dei venti) la deflazione è maggiormente attiva nei luoghi in cui la copertura vegetale è scarsa o assente del tutto, tipicamente in aree desertiche o ambienti subpolari o di alta montagna. 
Altre aree soggette a forte deflazione sono i terreni soggetti a forte calpestio per passaggio numeroso di mandrie, che distrugge la cotica erbosa esponendo all'interfaccia terreno/aria detriti di suolo sminuzzati ed inconsolidati, lo stesso avviene in terreni agricoli arati in aree con forte energia eolica.
La vegetazione non solo coprendo il terreno protegge le rocce dalla erosione, ma costituisce un ostacolo al trasporto aereo delle particelle, che sbattendo contro questi ostacoli durante il trasporto perdono velocità ricadendo a terra.